# Dunajská Lužná
Dunajská Lužná es un municipio del distrito de Senec en la región de Bratislava, Eslovaquia, con una población estimada a final del año 2024 de 8096 habitantes.
Se encuentra ubicado al sureste de la región, en el valle del río Morava y cerca de la frontera con la región de región de Trnava y con Austria.

## Demografía
| Año        | 1994 | 2004     | 2014     | 2024     |
| ---------- | ---- | -------- | -------- | -------- |
| Población  | 2808 | 3136     | 5536     | 8096     |
| Diferencia |      | +11,68 % | +76,53 % | +46,24 % |

| Año        | 2023 | 2024    |
| ---------- | ---- | ------- |
| Población  | 8014 | 8096    |
| Diferencia |      | +1,02 % |